# フォルケティング
フォルケティング（デンマーク語: Folketing / Folketinget）とは、デンマークの立法府。

## 概要
Folke は「国民の、人民の」、Ting は「議会、集会」の意であり、直訳すれば「国民議会」となる。議会は1849年のリグスダーグ設置以来、コペンハーゲン中心部のクリスチャンスボー城におかれている。議員は比例代表制で選出される。
フォルケティングは179名の議員で構成される。任期は4年であるが、首相は国王の名をもって総選挙の実施を求めることができる。またグリーンランドとフェロー諸島にはそれぞれ2議席ずつが配分されている。

## 歴史
1849年から1953年まで、フォルケティングはランドスティングとともに二院制議会のリグスダーグを構成していた。両院は原則として同等の権限を有していたため、「上院」や「下院」といった表現は用いられていなかった。両者で異なっていたのは有権者層であった。
当時のフォルケティングは普通選挙で選出されており、自由主義の原動力である教育を受けた階層のほか、自営農家や貿易商などで構成されていた。1866年から1915年まで、ランドスティングに対する投票権は富裕層に制限されており、議員の一部は国王が任命していた。このためランドスティングは大部分が貴族階級や保守層で占められていた。それから数十年にわたって立法はおもにフォルケティングで行なわれ、ランドスティングはもっぱら追認だけを行なう不要な機関とみなされていくようになった。
1953年、国民投票により憲法改正が承認された。この改正ではランドスティングの廃止、フォルケティングのみによる議会の一院制への移行が定められた。

## 憲法上の規定
- 議員は比例代表制により選出される。

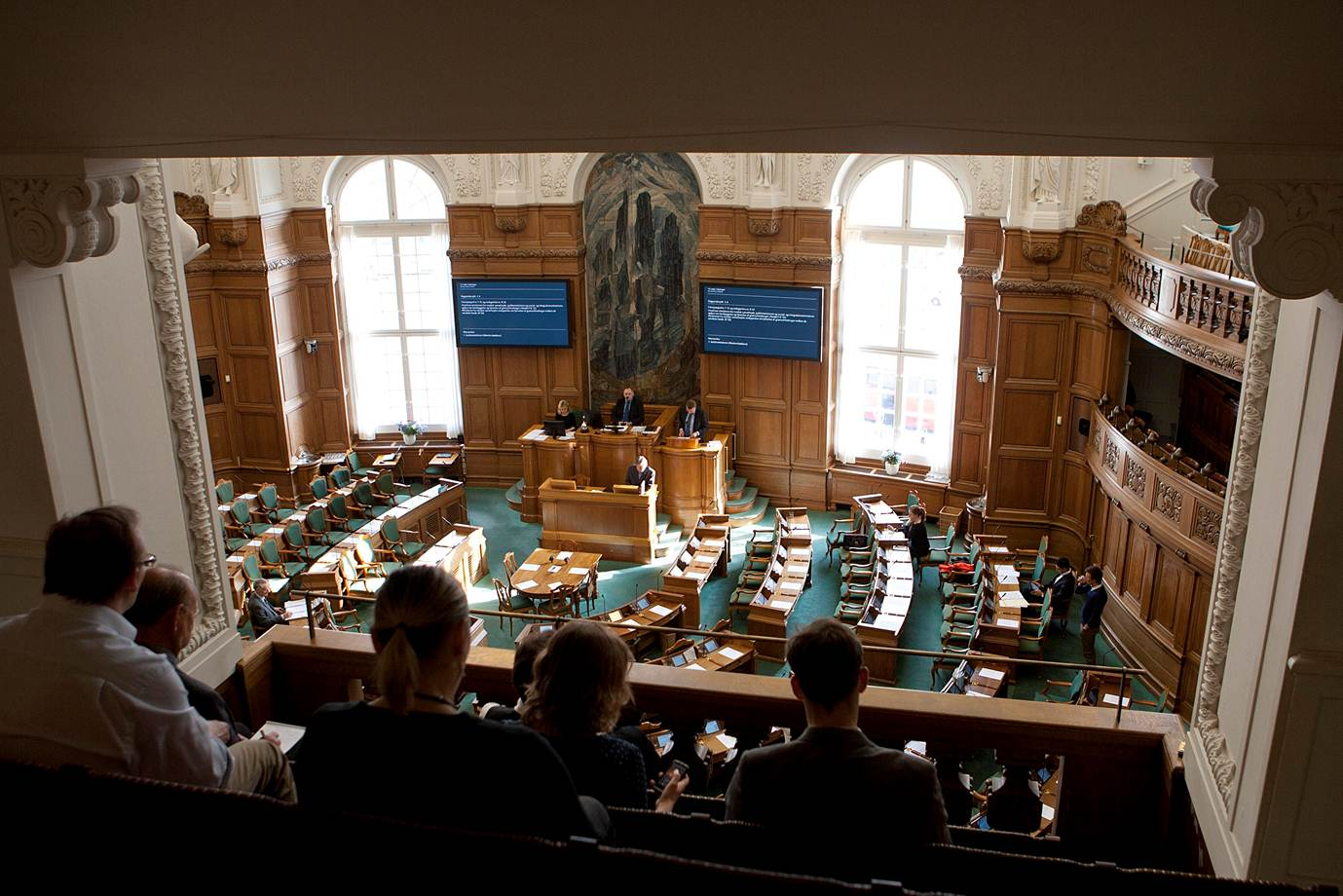
傍聴席

- 憲法では「有権者のさまざまな意見を等しく表明させる」ということ、また地域の利益を代表させることが求められている。これについては選挙法によって詳細が定められており、135議席は17の選挙区ごとで比例代表制により選出される。また40議席を調整議席として、地区や全国規模での得票数を考慮したかたちで割り当てていくことになる。
- 選挙結果は比例代表制に基づくものであるが、ごくまれに最大政党が少数政党から1または2議席を得るということがある。
- 有権者は各党の名簿全体、各党の名簿に記載されている候補者から1名、あるいは無所属の候補者1名のいずれかに投票する。
- 各政党（通常は地区組織）は選挙前に候補者を指定する。同順位が指定されている場合には個人別の得票数で当落を決定する。また上位に指定されていても、個人別の得票数で極端に差が出ている場合には順位変動が生じることもある。
- 阻止条項として、各政党は得票数が全国での合計投票数の2%を上回らなければ議席を得ることができず、また調整議席の配分を受けるには選挙区での投票で1議席以上を得なければならない。ある政党が、得票数が全国での合計投票数の2%を上回らずに選挙区での議席を得るということはありえることではあるが、実際にはごくまれである。
- フォルケティングに議席を有していない政党が選挙に参加するには、前回の選挙におけるデンマーク本土での有効投票数を175で割った数（前回の選挙で1議席を得るのに必要とされる得票数）以上の有権者の署名を集め、また署名した人が居住する自治体の戸籍担当部課で個々の署名に証印を得なければならない。
- デンマークでは国内に居住する、無能力が宣言されていない18歳以上のすべての市民に対する普通選挙制がとられている。憲法では有罪判決を受けた犯罪者や社会的便益を受けている国民に対して選挙権を制限することができると定められているが、過去にこの規定が適用された事例は存在しない。
- すべての有権者は被選挙権を有しているが、有罪判決を受けたことがある有権者は欠格として議員になることができない。フォルケティングはある議員が選挙後に欠格事由に該当するかどうかを決定することができる。
- 選挙法では政党についての記述があり、議員はほとんどの場合で政党に属したうえで選挙されているが、憲法では政党についての記述がまったくない。たしかに、たいていは無名であるが、無所属の立候補者が毎回の選挙に出ているものの、無所属で当選したということは1994年にコメディアンのヤコブ・ハウゴーの事例のみである。無所属候補が立候補する要件は政党のそれよりも大幅に低いものではあるが、無所属候補は1つの選挙区でしか立候補することができず、当選するために必要な票数を得ることは非常に難しいものとなっている。なお、ハウゴーは「良心的労働回避連盟」というジョーク政党を名乗り、落選を前提として出馬していた泡沫候補だった。当選は意図しないものだったためか、1期で引退した。
- 議員は現行犯逮捕の場合を除いて、フォルケティングがその剥奪を決定しない限りは訴追免除の特権を受ける。この特権の目的は政治的迫害を回避するためのものである。これまでにフォルケティングは議員が刑事責任を追及された場合に、通常はその議員の同意を得たうえで、訴追免除特権を剥奪してきている。
- 議論は非公開とすることができる。ただし実際には、第二次世界大戦でのドイツによる占領を受けていた1940年4月9日を最後に非公開となっていない。
- 閣僚は議席を有することが認められている。ただし閣僚は議員である必要はない。最高裁判所の判事は慣例として、判事としての活動のかたわらで議員となることが認められていない。
- 閣僚は、議員でなくとも、いつでも議論の時間を求めることができる。
- 議員や閣僚は法案を提出することができる。閣僚は司法省の法制局に指示を出すことができるため、たいていの法案は閣僚から提出されている。また議員立法案が提出されることが少ないのは、野党側から担当閣僚に法案を提出するよう求める決議案が出されるなどといった慣習があるためでもなる。

## 最近の選挙結果
| 政党 | 政党 | 政党                 | 2001 | 2005 | 2007 | 2011 | 2015 | 2019 | 2022 |
| ---- | ---- | -------------------- | ---- | ---- | ---- | ---- | ---- | ---- | ---- |
|      | A    | 社会民主党           | 52   | 47   | 45   | 44   | 47   | 48   | 50   |
|      | V    | ヴェンスタ           | 56   | 52   | 46   | 47   | 34   | 43   | 23   |
|      | M    | 穏健党               | -    | -    | -    | -    | -    | -    | 16   |
|      | F    | 社会主義人民党       | 12   | 11   | 23   | 16   | 7    | 14   | 15   |
|      | Æ    | デンマーク民主党     | -    | -    | -    | -    | -    | -    | 14   |
|      | I    | 自由同盟             | -    | -    | 5    | 9    | 13   | 4    | 14   |
|      | C    | 保守人民党           | 16   | 18   | 18   | 8    | 6    | 12   | 10   |
|      | Ø    | 赤緑連合             | 4    | 6    | 4    | 12   | 14   | 13   | 9    |
|      | B    | ラディケーリ         | 9    | 17   | 9    | 17   | 8    | 16   | 7    |
|      | D    | 新右翼党             | -    | -    | -    | -    | -    | 4    | 6    |
|      | Å    | オルタナティブ党     | -    | -    | -    | -    | 9    | 5    | 6    |
|      | O    | デンマーク国民党     | 22   | 24   | 25   | 22   | 37   | 16   | 5    |
|      | K    | キリスト教民主党     | 4    | 0    | 0    | 0    | 0    | 0    | 0    |
|      | SP   | フェロー同盟党       | 1    | 0    | 1    | 1    | 0    | 1    | 1    |
|      | JF   | フェロー社会民主党   | 0    | 0    | 0    | 1    | 1    | 1    | 1    |
|      | E    | フェロー共和党       | 1    | 1    | 1    | 0    | 1    | 0    | 0    |
|      | A    | フェロー人民党       | 0    | 1    | 0    | 0    | 0    | 0    | 0    |
|      | SIU  | グリーンランド進歩党 | 1    | 1    | 1    | 1    | 1    | 1    | 1    |
|      | IA   | イヌイット友愛党     | 1    | 1    | 1    | 1    | 1    | 1    | 1    |
|      |      |                      | 179  | 179  | 179  | 179  | 179  | 179  | 179  |